# Gymnoleon africanus
Gymnoleon africanus är en insektsart som först beskrevs av Robert McLachlan 1885.
Gymnoleon africanus ingår i släktet Gymnoleon och familjen myrlejonsländor. Inga underarter finns listade i Catalogue of Life.